# 科陶德藝術學院
倫敦大學科陶德藝術學院（英語：The Courtauld Institute of Art，英國 /ˈkɔːrtoʊld/，常稱：The Courtauld）是倫敦大學下的一個學院，主要研究藝術史。成立於1932年，其名是爲了紀念工業家及藝術收藏家薩繆爾·科陶德。
該學院也以收藏在其科陶德畫廊中的印象主義和後印象主義畫作出名，學院與畫廊均位於倫敦河岸街薩默塞特府，1989年搬至現址。

## 學術

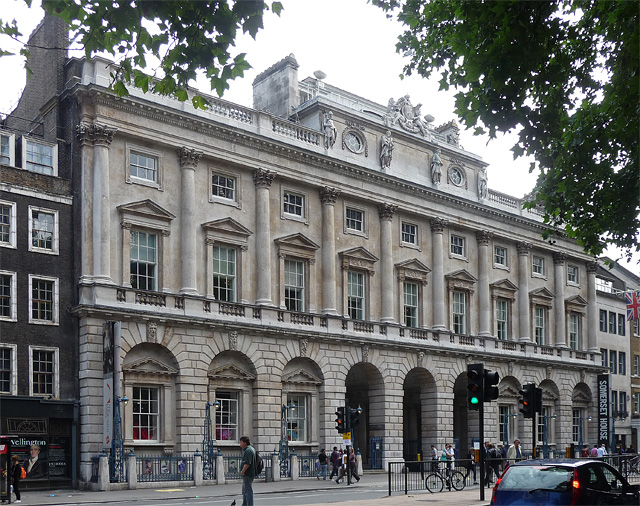
河岸街的薩默塞特府，由威廉·錢伯斯設計建築於1775至1780年間

該學院教授藝術和建築史，以倫敦大學的名義頒發學位，有本科及碩士課程。
該學院是英國唯一被科研評估評為5*的藝術史教育機構，2008年藝術史專業在國內排名第二，而2012年《衛報》給出的排名則是第一。

### 資源
該學院有兩所貴族捐建的攝影博物館，即以建築與雕塑為主的Conway Library（紀念馬丁·康韋）和以繪畫為主的Witt Library（羅伯特·威特）。2009年，後者停止收入新藏品。
學院在網上展出有科陶德畫廊的四萬多幅圖畫和康韋博物館的三萬五千多張照片，即artandarchitecture.org.uk。此外還有兩個網站出售高解像度圖像給學者及出版社，即courtauldimages.comcourtauldprints.com。

## 外部連結
- 官方网站
- The Courtauld Institute of Art: An Introduction （页面存档备份，存于）, Courtauld Institute
- Introduction to the Courtauld Gallery （页面存档备份，存于）, Courtauld Institute

51°30′39″N 0°07′02″W / 51.51083°N 0.11722°W